# 久邇宮朝融王
久邇宮朝融王（くにのみや あさあきらおう、1901年〈明治34年〉2月2日 - 1959年〈昭和34年〉12月7日）、または久邇 朝融（くに あさあきら）は、日本の旧皇族、海軍軍人。久邇宮第3代当主。官位は海軍中将大勲位功三級。香淳皇后の兄、第125代天皇・明仁の母方の伯父にあたる。

## 生涯

### 皇族時代
1901年（明治34年）2月2日、久邇宮邦彦王と同妃俔子の第1王子として誕生し、2月9日に朝融と命名された。

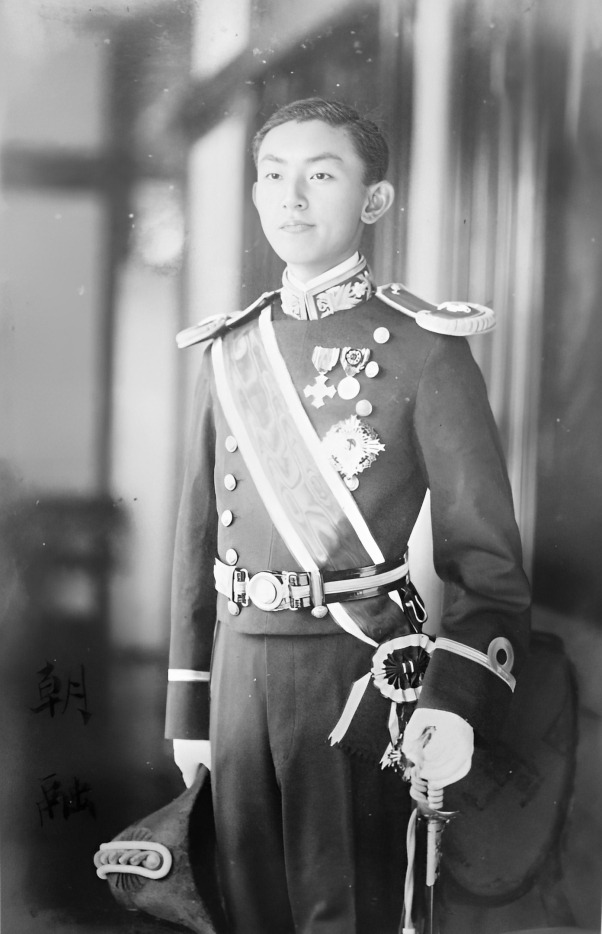
海軍少尉時代

1921年（大正10年）2月2日に20歳を迎え、貴族院議員となった。4月19日に成年式が執り行われた。同年7月16日に海軍兵学校（49期）を卒業し、皇族軍人の一員として海軍軍人としてのキャリアを歩む。兵学校では、華頂宮博忠王と同期生だった。
また、同年には宮中某重大事件として、妹宮良子女王と皇太子裕仁親王の婚約に際し、遺伝的要素が問題視された。久邇宮邦彦王の強硬姿勢もあって、最終的に婚約に変更は無く、事件は終息した。1924年（大正13年）頃、婚約が内定した酒井菊子との婚約を朝融王が破棄するスキャンダルが発生し、最終的に、酒井家側に落ち度はないものの同家が婚約を辞退することで決着した（#婚約破棄事件の項参照）。
1925年（大正14年）1月26日、元帥海軍大将伏見宮博恭王第3王女の知子女王と結婚する。
しかし1928年（昭和3年）、朝融王は鎌倉に単身赴任中、妻のいないすきに侍女と関係を持ち、妊娠させる。知子女王は、事務官に父親の伏見宮博恭王に知らせないでほしいと告げる。侍女は他家へ嫁がされ、侍女の産んだ子供は、事務官の手配で農家の養子になった。侍女には5000円、養子先の農家には1万円が支給された（当時の総理大臣の年俸は1万円に満たない額だった）。朝融王の三女通子は戦後、「（父は）いろんな女性に、一ダースではきかないほどご落胤を生ませている」と述べている。
1929年（昭和4年）1月27日の父宮の薨去を受けて久邇宮家を継承する。妃知子女王との間に、8子を儲けた。
1947年（昭和22年）5月下旬、時事新報が「皇后の単独会見」と称する記事を報じ、朝融王もこの捏造に関与していた。時事新報は記事の取り下げに抵抗したため、同年6月3日の天皇・皇后に対する取材において、皇后が自ら「（記者に会ったことは）ありません」と明確に否定する事態となった。
同年6月28日、妃知子女王が薨去する。

### 臣籍降下後
1947年（昭和22年）10月14日に皇籍離脱し、久邇朝融と名乗った。海軍軍人であったため公職追放となる（1952年解除）。
戦後は東京・立川のオパレスク化粧料本舗が1948年（昭和23年）ごろから売り出した「久邇香水」に名義貸しビジネスをするなど、いくつかの事業を興すがいずれも上手くいかず、赤字を補填するために渋谷区宮代町の本邸（現・聖心女子大学）、静岡県熱海別邸と新潟県赤倉別邸を売却し、渋谷区常磐松町の母・俔子の隠居所に5人の子供と転がり込んだが、ここも飯野海運社長・俣野健輔の手に渡った（のち長男・邦昭は大学卒業後、飯野海運に就職）。
生活に窮した朝融は、東本願寺に嫁いでいる妹・大谷智子裏方に頼み、当時米国留学中だった大谷光紹の住まいである、京都市左京区の大谷家聖護院別邸に入ろうとしたが、真宗大谷派門徒の反対に遇い断念した 。
女性関係の派手さは相変わらずで、当時の宮内庁長官田島道治の『拝謁記』には、皇族たちでつくる菊栄親睦会からの除名も考えたが本人の自覚がないので意味がない、と田島が愚痴を述べたり（1951年8月28日条）、「新橋とか赤坂とかの若い芸者を沢山御承知」（1952年2月5日条）、「御自分の享楽の為のみでお金とか女とかいふ事のみで…」（同2月20日条）などと書かれている。昭和天皇も「余りお金があれば又女の方へといふ事にならう」（1951年8月17日条）、「禁治産にでもしなければいかぬか」（1952年2月4日条）、「久邇さんは婦人がおすき」（同2月26日条）などと述べている。
1959年（昭和34年）12月7日に死去。

## 婚約破棄事件
朝融王妃決定までには『婚約破棄事件』と称される混乱があった。1917年（大正6年）、朝融王と伯爵酒井忠興の次女菊子は婚約する。しかしのちに、久邇宮家側が一方的な婚約解消を望み、宮内省を巻き込む騒動となる。朝融王と菊子との婚約は既に勅許を得たものであり、また久邇宮家は、先の皇太子裕仁親王（のちの昭和天皇）と良子女王の婚約の際、婚約解消を断固拒否したばかりだった（宮中某重大事件）。
久邇宮側の婚約破棄の理由は「菊子に節操にかんする疑いがある」とのことであったが、宮内省が噂の出どころを調査した結果、事実無根であることが解った。にもかかわらず朝融王と邦彦王は菊子との性格不一致を理由に婚約破棄を強行する。だが勅許が覆された前例はなく、久邇宮家側の言い分が過分に一方的であったため、大問題となった。皇族の結婚は勅許を得て行われ、たとえ皇族といえどこれを覆すのは至難。納采の儀の前ではあったが勅許を得た婚姻であり、宮内省宗秩寮総裁の侯爵徳川頼倫、宮内大臣の伯爵牧野伸顕らの説得にもかかわらず、邦彦王は息子の婚約破棄の方針を貫く。
結局、1924年（大正13年）11月、宮内省は酒井伯爵家側から婚約辞退の申し出をさせることで事態を収拾させた。当時摂政であった裕仁親王（昭和天皇）は、邦彦王に訓戒の言葉を伝えている。前田侯爵家に嫁いだ菊子の長女美意子は、昭和天皇と香淳皇后の第一皇女照宮成子内親王（朝融王から見て姪にあたる）の学友として親交があった。
後年、小山いと子が1956年（昭和31年）、実名小説『皇后さま』（主婦の友社）の中で、酒井美意子が1982年（昭和57年）『ある華族の昭和史：上流社会の明暗を見た女の記録』（主婦と生活社）の中で、菊子の側から、この事件を記している。

## 年譜
| 1901年（明治34年）2月2日   | 誕生 |
| 1917年（明治40年）         | 旧姫路藩主家の酒井菊子と婚約 |
| 1921年（大正10年）2月2日   | 貴族院議員（皇族議員） |
| 1921年（大正10年）7月16日  | 海軍兵学校卒業（49期）・海軍少尉候補生・「出雲」乗組 |
| 1922年（大正11年）4月8日   | 「霧島」乗組 |
| 1922年（大正11年）5月25日  | 任海軍少尉・「山城」乗組。勲一等旭日桐花大綬章受章。 |
| 1922年（大正11年）11月1日  | 「伊勢」乗組 |
| 1923年（大正12年）12月1日  | 海軍砲術学校普通科学生 |
| 1924年（大正13年）4月1日   | 海軍水雷学校普通科学生 |
| 1924年（大正13年）7月4日   | 山城乗組 |
| 1924年（大正13年）12月1日  | 任海軍中尉 |
| 1924年（大正13年）         | 菊子と婚約破棄 |
| 1925年（大正14年）1月26日  | 伏見宮知子女王と結婚 |
| 1925年（大正14年）5月1日   | 「長門」乗組 |
| 1925年（大正14年）12月1日  | 「阿蘇」分隊長 |
| 1926年（大正15年）12月1日  | 任海軍大尉・海軍砲術学校高等科学生 |
| 1926年（大正15年）12月2日  | 第1王女正子女王誕生 |
| 1927年（昭和2年）10月23日  | 第2王女朝子女王誕生 |
| 1927年（昭和2年）12月1日   | 「陸奥」分隊長 |
| 1928年（昭和3年）12月10日  | 軍令部出仕 |
| 1928年（昭和3年）          | 侍女を妊娠させる |
| 1929年（昭和4年）1月27日   | 邦彦王薨去に伴い久邇宮家当主を継承 |
| 1929年（昭和4年）3月25日   | 第1王子邦昭王誕生 |
| 1930年（昭和5年）12月1日   | 海軍大学校甲種学生 |
| 1932年（昭和7年）5月25日   | 大勲位菊花大綬章受章 |
| 1932年（昭和7年）12月1日   | 任海軍少佐・「榛名」副砲長兼分隊長 |
| 1933年（昭和8年）9月4日    | 第3王女通子女王誕生 |
| 1933年（昭和8年）9月15日   | 軍令部出仕 |
| 1933年（昭和8年）11月15日  | 「木曾」砲術長 |
| 1934年（昭和9年）7月19日   | 「八雲」砲術長 |
| 1935年（昭和10年）8月1日   | 軍令部員 |
| 1936年（昭和11年）12月1日  | 軍令部第一部第一課員 |
| 1937年（昭和12年）7月21日  | 第4王女英子女王誕生 |
| 1937年（昭和12年）11月20日 | 兼大本営海軍部参謀 |
| 1937年（昭和12年）12月1日  | 任海軍中佐・「長門」砲術長 |
| 1938年（昭和13年）12月1日  | 横浜海軍航空隊副長 |
| 1939年（昭和14年）10月10日 | 第1連合航空隊参謀 |
| 1939年（昭和14年）10月18日 | 兼支那方面艦隊司令部附 |
| 1939年（昭和14年）11月15日 | 任海軍大佐 |
| 1940年（昭和15年）1月10日  | 横須賀鎮守府附 |
| 1940年（昭和15年）4月29日  | 功三級金鵄勲章受章 |
| 1940年（昭和15年）5月11日  | 第2王子朝建王誕生 |
| 1940年（昭和15年）7月9日   | 「八雲」艦長 |
| 1940年（昭和15年）11月1日  | 木更津海軍航空隊司令 |
| 1941年（昭和16年）9月18日  | 第5王女典子女王誕生 |
| 1942年（昭和17年）3月20日  | 高雄海軍航空隊司令 |
| 1942年（昭和17年）10月1日  | 第七五三海軍航空隊司令 （高雄海軍航空隊が改称したもの） |
| 1942年（昭和17年）10月5日  | 南西方面艦隊司令部附 |
| 1942年（昭和17年）10月21日 | 軍令部出仕 |
| 1942年（昭和17年）11月1日  | 任海軍少将 |
| 1943年（昭和18年）4月1日   | 第19連合航空隊司令官 |
| 1944年（昭和19年）9月29日  | 練習連合航空隊司令部附 |
| 1944年（昭和19年）10月1日  | 第20連合航空隊司令官 |
| 1944年（昭和19年）10月7日  | 第3王子朝宏王誕生 |
| 1945年（昭和20年）5月1日   | 任海軍中将 |
| 1945年（昭和20年）8月25日  | 軍令部出仕 |
| 1945年（昭和20年）10月15日 | 海軍省出仕 |
| 1945年（昭和20年）11月30日 | 予備役 |
| 1946年（昭和21年）5月23日  | 貴族院皇族議員辞職 |
| 1947年（昭和22年）6月28日  | 妃知子女王薨去 |
| 1947年（昭和22年）10月14日 | 臣籍降下。一時支給金として839万3000円（2024年時価値で約4億2000万円）が国より支払われる。 |
| 1947年（昭和22年）10月15日 | 公職追放 |
| 1947年（昭和22年）         | 財産税納付のために資産を申告。土地（国有地）含まず704万8000円（同上約3億5000万円）。財産税は535万2000円（同約2億7000万円）。宮代町の本邸を永田雅一に770万円（同約3億8500万円）で売却。渋谷区常磐松町（現・渋谷4丁目）の別邸に転居。             |
| 1950年（昭和25年）         | 常磐松町の別邸の土地（国有地）を縁故払下げにより私有。この頃より宮内庁が久邇家財政立て直しに介入し、土地転売により資産を増やす「宮家再建計画」が立案され、新宿区西落合の新居に転居し、残った資産の運用で年270万円（同上5400万円）の収入を確保。 |
| 1950年（昭和25年）7月      | 元ミス日本の後藤綾子、大映女優の相馬千恵子とのロマンスが報道される。 |
| 1951年（昭和26年）         | 上記別邸を飯野海運社長・俣野健輔に1350万円で売却 |
| 1951年（昭和26年）         | 永田に売却した旧久邇宮本邸が聖心女子大学に国より払い下げられた際に、その一部を縁故払下げで私有し、聖心に転売して利益を得る。 |
| 1951年（昭和26年）         | 国産香水ブランド「久邇香水」立ち上げ |
| 1952年（昭和25年）         | インド人貿易商の犯罪もみ消しを金で請負い、東京地検検事正に贈物、税関職員を饗応。 |
| 1952年（昭和27年）3月24日  | 公職追放解除 |
| 1952年（昭和27年）         | 美術品を売却し、不動産と合わせて2200万円（同上約4億円）を得る |
| 1953年（昭和28年）         | 赤坂芸者を身請けして東京・中野に囲うために200万円（同上約4000万円）を借金。1000万円（同約2億円）の手形3通を振り出し、側近らが取り戻す騒動を起こす。                                                                                             |
| 1959年（昭和34年）12月7日  | 死去 |

## 血縁
- 父：久邇宮邦彦王
- 母：島津俔子
- 兄弟：朝融王 - 邦久王 - 良子女王（香淳皇后） - 信子女王 - 智子女王 - 邦英王
- 妻：知子女王
- 子女：
  - 第1王女：正子女王（1926年12月8日[18] - ） - 龍田徳彦伯爵の妻（後に離婚）。
  - 第2王女：朝子女王（1927年 - 1964年） - 島津齊視男爵（島津忠弘長男）の妻。
  - 第1王子：邦昭王（1929年3月25日 - ） - 川崎汽船常務取締役、伊勢神宮大宮司。
  - 第3王女：通子女王（1933年9月4日[18] - ） - 永岡義久と離婚後、専門図書輸入会社の同僚・酒井省吾と結婚[19]。
  - 第4王女：英子女王（1937年7月21日[18] - ） - 木下又三郎の三男・木下雄三の妻。
  - 第2王子：朝建王（1940年5月11日[18] - ） - 学習院大卒、グランビュー勤務[20]。
    - 妻:桜子 (1947年10月27日[18] - ) ‐西村俊一 (実業家) の娘。

  - 第5王女：典子女王（1941年9月18日[18] - ） - 古河潤之助の妻[18][20]。
  - 第3王子：朝宏王（1944年10月7日[18] - ） - 日立製作所勤務[20][18]。
    - 妻:澄子 (1948年9月11日[18] - )。

## 系譜
| 朝融王 | 父: 邦彦王（久邇宮） | 祖父: 朝彦親王（久邇宮） | 曾祖父: 邦家親王（伏見宮） |
| 朝融王 | 父: 邦彦王（久邇宮） | 祖父: 朝彦親王（久邇宮） | 曾祖母: 鳥居小路信子       |
| 朝融王 | 父: 邦彦王（久邇宮） | 祖母: 泉萬喜子           | 曾祖父: 泉亭俊益           |
| 朝融王 | 父: 邦彦王（久邇宮） | 祖母: 泉萬喜子           | 曾祖母: 不詳               |
| 朝融王 | 母: 俔子             | 祖父: 島津忠義           | 曾祖父: 島津久光           |
| 朝融王 | 母: 俔子             | 祖父: 島津忠義           | 曾祖母: 島津千百子         |
| 朝融王 | 母: 俔子             | 祖母: 山崎寿満子         | 曾祖父: 山崎拾             |
| 朝融王 | 母: 俔子             | 祖母: 山崎寿満子         | 曾祖母: 不詳               |

## 栄典
勲章等
| 受章年                    | 略綬 | 勲章名                   | 備考 |
| ------------------------- | ---- | ------------------------ | ---- |
| 1922年（大正11年）5月25日 |      | 勲一等旭日桐花大綬章     |      |
| 1928年（昭和3年）11月10日 |      | 大礼記念章               |      |
| 1930年（昭和5年）12月5日  |      | 帝都復興記念章           |      |
| 1932年（昭和7年）5月25日  |      | 大勲位菊花大綬章         |      |
| 1940年（昭和15年）8月15日 |      | 紀元二千六百年祝典記念章 |      |